# Histoire d'Édimbourg

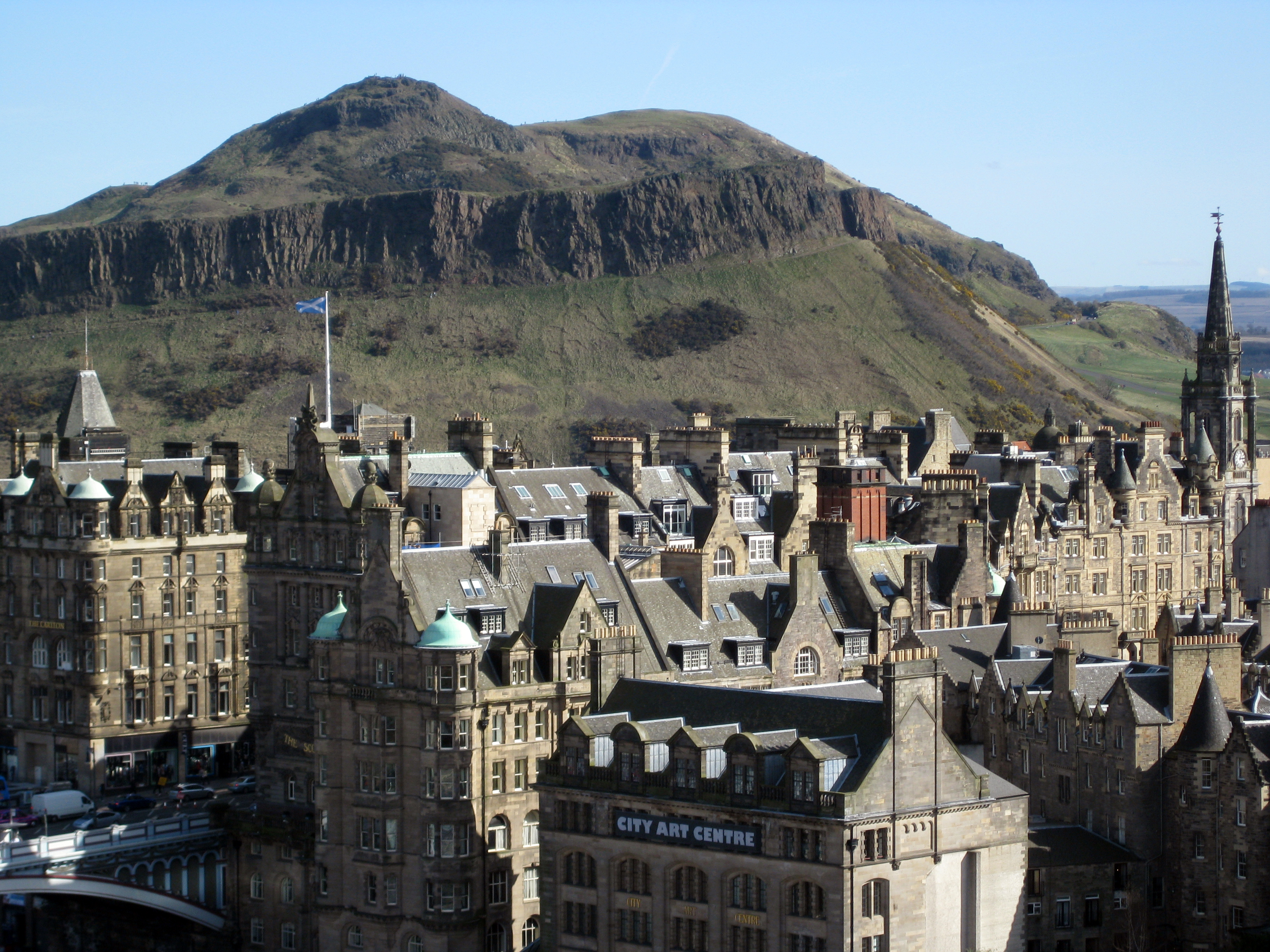
Édimbourg, montrant Arthur's Seat, l'un des premiers sites connus d'habitation humaine dans la région

Drapeau de la ville.

Cet article décrit Histoire de Édimbourg. 

## Antiquité
Des Hommes se sont installés dans la région d’Édimbourg au moins depuis l'âge du bronze, en laissant des traces de constructions primitives en pierre sur Holyrood, la colline de Craiglockhart et les collines de Pentland par exemple. La culture locale fut influencée durant l'âge du fer par Hallstatt et la Tène, les cultures celtes de l'Europe centrale. Les Romains arrivèrent dans le Lothian au début du premier millénaire de notre ère. Ils découvrirent une tribu celte dont ils notèrent le nom Votadini, probablement la version latinisée du nom par lequel ils s'appelaient.
Avant le VIIe siècle de notre ère, les Votadini ou les Gododdin qui étaient probablement leurs descendants, construisirent un château-fort connu sous le nom de Din Eidyn ou Etin, très certainement dans les limites de l'actuelle Édimbourg. Bien que l'emplacement du château-fort Eidyn ou Etin n'ait pas été repéré, les chercheurs admirent qu'il se trouva soit sur le rocher du château actuel, soit sur le trône d'Arthur ou la colline de Calton.

## Moyen Âge
Les Angles du royaume de Bernicia eurent une influence significative dans ce qui deviendrait successivement Bernicie, Northumbrie, l'Angleterre et finalement le sud-est de l'Écosse, notamment en 638 quand la forteresse des Gododdin fut assiégée par des forces loyales au roi Oswald de Northumbrie. Que cette bataille marquât ou non le passage du contrôle du bastion d'Etin des Celtes de Brythonic aux Northumbrians, c'est à ce moment que la région d’Édimbourg passa aux Northumbrians. Le chroniqueur anglais Siméon de Durham mentionna « qu'il existait une église à Edwineburch en 854 qui passa sous l'autorité de l'évêque de Lindisdane. Loin d'être exclusive, cette influence perdura plus de trois siècles. On n'était pas encore en 950 quand, pendant le règne d'Indulf, le fils de Constantine II, la ville, désignée à ce moment dans la chronique Pictish sous le nom du « oppidum Éden », tomba sous la dépendance des Écossais et finalement resta sous leur juridiction ». Durant ces temps de loi anglo-saxonne, dans ce qui est maintenant l’Écosse du sud-est, quand le nom de la ville acquit son suffixe germanique « burgh », les fondements de la langue que nous connaissons aujourd'hui comme l'écossais furent jetés.
Au XIIe siècle, Édimbourg, bien établie sur le célèbre rocher du château façonné par deux millions d'années d'activité glaciaire, devint l'une des premières municipalités royales écossaises. Fondé au milieu du XIIe siècle, un Burgh de souveraineté distinct, connu comme Canongate et tenu par l'abbaye de Holyrood, s'est développé vers l'est. Au cours du Moyen Âge tardif, Édimbourg se développa rapidement et continua à s'épanouir économiquement et culturellement au cours de la Renaissance. Elle fut au cœur de la réforme en Écosse et des guerres de l'alliance une centaine d'années plus tard.

## Renaissance
En 1603, le roi Jacques VI d’Écosse hérita du trône d'Angleterre, unissant les deux royaumes en une union personnelle connue sous le nom d'Union des couronnes. L’Écosse est restée un royaume souverain avec le Parlement d'Écosse à Édimbourg. Le roi James VI investit Londres où il établit sa cour, maintenant sa juridiction en Écosse à travers son Conseil privé qui ne reçut que des instructions écrites et exécuta sa volonté. En dépit de la promesse de venir tous les trois ans, il ne revint à Édimbourg qu'une fois, en 1617.
Les conflits entre les alliés presbytériens et les Épiscopaliens menèrent en 1639 aux guerres des évêques, conflit initial des guerres des trois royaumes. Pendant la troisième guerre civile anglaise, Édimbourg a été prise par les forces de Commonwealth d'Oliver Cromwell antérieurement à la défaite finale de Charles II à la bataille de Worcester.
À Édimbourg, un mur défensif construit au XVIe siècle principalement comme protection contre une invasion anglaise à la suite de la défaite de James IV à la bataille de Flodden et de ce fait appelé le mur de Flodden, marque toujours les frontières de la ville au XVIIe siècle. Les terrains disponibles pour le développement étant restreints, les maisons montèrent plutôt en hauteur. Les bâtiments de 11 étages furent courants et il y eut des bâtiments records hauts de 14 ou même 15 étages, une version précoce du gratte-ciel d'aujourd'hui. Plusieurs des structures en pierre peuvent encore être vues aujourd'hui dans la vieille ville.
En 1706 et 1707, les actes de l'union furent passés par les Parlements d'Angleterre et d’Écosse unissant les deux royaumes dans le royaume de Grande-Bretagne. Par conséquent, le Parlement d’Écosse a fusionné avec le Parlement d'Angleterre pour former le Parlement de Grande-Bretagne, qui s'établit à Westminster à Londres. Cette union fut combattue par beaucoup d’Écossais et ceci provoqua des émeutes dans la ville.
Tôt, et certainement depuis le XIVe siècle, Édimbourg (comme d'autres municipalités royales d’Écosse) utilisa les armoiries de nombreuses manières, y compris dans les sceaux. En 1732, Lord Lyon, Roi des armoiries, accorda formellement l' « accomplissement » ou les « armoiries ». Ces armoiries furent utilisées par le conseil municipal d’Édimbourg jusqu'à la réorganisation de l'administration locale en Écosse en mai 1975, quand elle fut remplacée par le Conseil de District de la ville d’Édimbourg, et de nouvelles armoiries, basées sur d'antérieures, furent créées en 1996. D'autres réorganisations de l'administration locale intervinrent lors de la formation du Conseil de la Ville d’Édimbourg, et les armoiries furent encore modifiées.

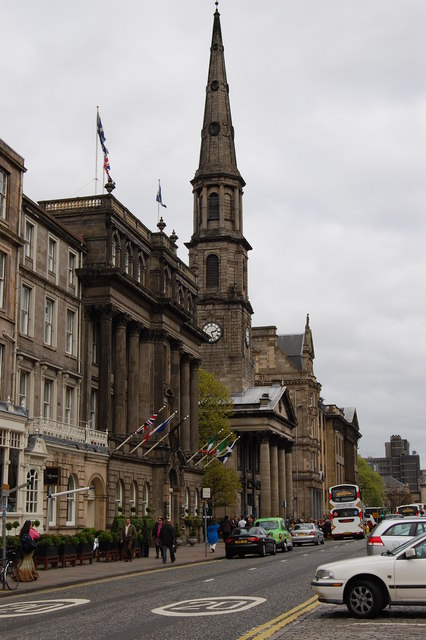
George Street : Hôtel The Principal Edinburgh George Street, à côté des églises St Andrew et St George.

Pendant le soulèvement des Jacobites de 1745, Édimbourg a été brièvement occupée par des forces jacobites avant leur marche sur l'Angleterre. Après leur défaite finale à la bataille de Culloden, près d'Inverness, il y eut une période de représailles et de pacification, principalement dirigées contre les montagnards catholiques. À Édimbourg le monarque de Hanovre tenta de gagner la faveur en soutenant les nouvelles extensions au nord du château, nommant des rues en l'honneur du roi et de sa famille ; George Street, Frederick Street, Hannovre Street et Princes Street, nommées en l'honneur des deux fils de George III.
La ville fut au cœur des Lumières d'Écosse. Des célébrités du continent furent vues dans les rues de la ville, parmi elles de fameux écossais tels que David Hume, Walter Scott, Robert Adam, David Wilkie, Robert Burns, James Hutton et Adam Smith. Édimbourg est devenue un centre culturel important, lui valant le surnom d'Athènes du Nord à cause du style gréco-romain de l'architecture de la ville nouvelle, ainsi qu'à l'élévation de l'élite intellectuelle écossaise qui domina de plus en plus la pensée à la fois écossaise et européenne.

## Temps modernes
Au XIXe siècle, Édimbourg, comme beaucoup de villes, s'industrialisa, mais ne se développa pas aussi rapidement que la deuxième ville d’Écosse, Glasgow, qui la dépassa comme plus grande ville dans le pays, profitant considérablement de la prépondérance de l'Empire britannique.
L'acte d’Écosse de 1998, entré en vigueur en 1999, établit un Parlement écossais délégué et un exécutif écossais, renommé Gouvernement écossais en 2012, tous deux basés à Édimbourg, responsables du gouvernement d’Écosse, avec des domaines réservés tels que la défense, la fiscalité et les affaires étrangères demeurant sous la responsabilité de Westminster.